# Крючковский сельсовет
Крючковский сельсовет — сельское поселение в Беляевском районе Оренбургской области Российской Федерации.
Административный центр — село Крючковка.

## История
Статус и границы сельского поселения установлены Законом Оренбургской области от 2 сентября 2004 года № 1424/211-III-ОЗ «О наделении муниципальных образований Оренбургской области статусом муниципального района, городского округа, городского поселения, установлении и изменении границ муниципальных образований»

## Население
| 2010  | 2012  | 2013  | 2014  | 2015  | 2016  | 2017  |
| ----- | ----- | ----- | ----- | ----- | ----- | ----- |
| 2254  | ↘2242 | ↘2225 | ↗2255 | ↗2257 | ↘2226 | ↘2215 |
| 2018  | 2019  | 2020  | 2021  |       |       |       |
| ↘2194 | ↘2156 | ↘2114 | ↘2083 |       |       |       |

## Состав сельского поселения
| № | Населённый пункт | Тип населённого пункта       | Население |
| - | ---------------- | ---------------------------- | --------- |
| 1 | Буранчи          | село                         | 411       |
| 2 | Крючковка        | село, административный центр | 1167      |
| 3 | Рождественка     | село                         | 332       |
| 4 | Херсоновка       | село                         | 344       |